# Historiographie de la Commune de Paris
Dans l'histoire du travail, du socialisme et des révolutions, l'historiographie de la Commune de Paris cherche à la relier aux révolutions de 1848 et 1917. L'interprétation historique de la Commune influence l'idéologie révolutionnaire et les événements sociopolitiques ultérieurs. À la fin du 20e siècle, on compte deux grandes écoles de pensée historiographiques : l'interprétation politique, selon laquelle la Commune est une éruption patriotique de fureur en réponse à des difficultés circonstancielles après le siège de Paris ; et l'interprétation sociale, selon laquelle la Commune résulte de forces macro-socio-économiques, et est une application de la lutte des classes. Les histoires de cette dernière interprétation puisent dans les évènements de la Commune pour exprimer une idéologie : soit la Commune est une agression criminelle illégitime, soit c'est la consécration d'un élan révolutionnaire. De même, en matière d'interprétations politiques et sociales, les historiens sont en désaccord quant à savoir si la Commune était inévitable ou accidentelle (bien qu'il y ait consensus sur le fait que le soulèvement n'était pas planifié), signe avant-coureur de l'avenir ou coucher de soleil pour le zèle révolutionnaire.
La répression de la Commune fait 100 000 morts, prisonniers, ou exilés parisiens. Peu après, la Commune devient, pour ses contemporains, une légende polarisante. Ainsi, les conservateurs considèrent la Commune comme conséquence de la conspiration révolutionnaire de la Première Internationale et de ses affiliés. En partie en réaction, les socialistes révolutionnaires ne reconnaissent pas ces organisations comme ayant contribué à la Commune. Leur légitimité révolutionnaire repose sur sa spontanéité populaire, en opposition à la planification délibérée d'un coup d'État. Les premières études universitaires de la Commune remontent à l' Histoire de la Commune de Georges Bourgin publiée avant la Première Guerre mondiale (la date de publication est de 1907). La Commune est alors vue à travers le prisme de 1917. Elle est étudiée par de nombreux historiens, dont C.L.R. James et Henri Lefebvre et Jacques Rougerie, qui en est spécialiste. L'historiographie communiste tombe en désuétude à la fin du 20e siècle. Un débat a lieu pour savoir si la Commune était un mouvement socialiste révolutionnaire ou un mouvement d'artisans : l'ouvrage La Commune de 1871 de Rougerie (1988) attribue la Commune à un amalgame des deux. Les identités insurgées de Roger Gould en 1995 remet en cause les lectures marxiste (David Harvey) et humaniste de la théorie urbaine (Lefebvre et Manuel Castells) de la Commune.

## Lectures complémentaires
- Jean Bruhat, Jean Dautry et Emile Tersen, La Commune de 1871, Paris, Éditions sociales, 1970, 2nd éd. (OCLC 567909369, lire en ligne), « Bibliographie de la Commune », p. 391–410
- (en) Katerina Clark, Late Soviet Culture, Durham, North Carolina, 1993, 289–306 p. (ISBN 978-0-8223-1290-1), « Changing Historical Paradigms in Soviet Culture »
- Robert Le Quillec, Bibliographie critique de la Commune de Paris: 1871, Paris, Boutique de l'histoire, 2006 (ISBN 978-2-910828-35-6, OCLC 68706463)
- Henri Lefebvre, La proclamation de la commune, 26 mars 1871, Paris, Gallimard, coll. « Trente journées qui ont fait la France », 1965, « [Bibliographic essay] »
- (en) Eugene Schulkind, « Imagination and Revolution: Guidelines for a Historiography of the Literature of the Paris Commune of 1871 », International Review of Social History, vol. 17, no 1,‎ avril 1972, p. 539–551 (ISSN 0020-8590, DOI 10.1017/S0020859000006702 )